# 拉德波特
拉德波特（德語：Radbot，約985年—1045年），是为克萊特高伯爵，哈布斯堡家族的始祖。

## 家族开辟者
傳說中，在一次狩猎时，拉德波特遗失了爱鹰，找寻途中，他在阿勒河发现了一块驻城的理想之地，遂在此地修建了一座城堡，将其命名为哈比希特堡（德語：Habichtsburg，或称鹰堡，“鹰”的古高地德语发音与哈比希特相似）。久之，城堡便被称为哈布斯堡，而拉德波特的家族也以此为民，称为哈布斯堡家族。

## 家庭
拉德波特的妻子是洛林的伊塔。兩人诞下一子，为維爾納一世。